# Лупол Михайло Костянтинович
Михайло Костянтинович Лупол (рос. Михаил Константинович Лупол, груз. მიხეილ კონსტანტინეს ძე ლუპოლ; * 7 грудня 1944, Тбілісі) — радянський футболіст.
Воротар, виступав за «Авангард» (Харків), «Шахтар-д» (Донецьк), «Карпати» (Львів), «Суднобудівник» (Миколаїв) і «Шахтар» (Макіївка).